# اودو فون وویرش
اودو فون وویرش (به آلمانی: Udo von Woyrsch) (زاده ۲۴ ژوئیه ۱۸۹۵ – مرگ ۱۴ ژانویه ۱۹۸۳) یک ژنرال آلمانی در دوره رایش سوم و از رهبران نیروهای اس‌اس و پلیس بود.

## فعالیت‌ها
وی در دهه ۱۹۲۰ میلادی به فرای کورپس پیوست. سپس عضو حزب نازی و اس‌اس شد. در سال ۱۹۳۳ به عضویت رایشتاگ درآمد و رهبر اس‌اس و پلیس الب شد. در سال ۱۹۳۴ در شب دشنه‌های بلند شرکت داشت و فرماندهی سیلزی را به‌دست گرفت و به‌دستور هرمان گورینگ تعدادی از افسران و رهبران اس‌آ را دستگیر و قرارگاه‌های پلیس در برسلاو را تصرف کرد. شماری از افسران اس‌آ به‌دست افراد فون وویرش کشته شدند.
وی دوستی نزدیکی با هاینریش هیملر و راینهارد هایدریش داشت و در سال ۱۹۳۵ به درجه اس‌اس-اوبرگروپنفورر رسید.
در سپتامبر ۱۹۳۹ فرماندهی یکی از گروه‌های آینزاتس‌گروپن را به‌دست گرفت و همزمان با حمله آلمان نازی به لهستان، شماری از یهودیان را در شهرهای محتلف لهستان، از جمله ۵۰۰ نفر در شهرهای کاتوویتس، بنجین و ساسنوویتس، قتل‌عام کرد.وحشیگری این گروه در کاتوویتس به حدی بود که شماری از افسران ورماخت سعی در میانجی‌گری در این قضیه با گشتاپو داشتند.
از ۲۰ آوریل ۱۹۴۰ فون وویرش رهبر اس‌اس و پلیس درسدن بود و در فوریه ۱۹۴۴ به‌دلیل بی‌کفایتی از این مقام برکنار شد.

## پس از جنگ
وی از سال ۱۹۴۵ تا ۱۹۴۸ تحت بازداشت نیروهای بریتانیایی بود. در ۱۹۴۸ به خاطر نقشش در شب دشنه‌های بلند به ۲۰ سال زندان محکوم شد اما در ۱۹۵۲ آزاد شد. دوباره در ۱۹۵۷ به ۱۰ سال زندان محکوم شد.